# پارک جنگلی کونکیلینگ
پارک جنگلی کونکیلینگ یک پارک جنگلی در گامبیا است. این پارک در ۱ ژانویه ۱۹۵۴ تأسیس شد و ۱۴۲ هکتار وسعت دارد.
این پارک جنگلی در روستایی به نام Kerr Serrekunda در کرانه جنوبی رودخانه گامبیا واقع شده‌است. برآورد ارتفاع زمین از سطح دریا ۶ متر است.